# Eupelmus persimilis
Eupelmus persimilis är en stekelart som beskrevs av William Harris Ashmead 1904. Eupelmus persimilis ingår i släktet Eupelmus och familjen hoppglanssteklar. Inga underarter finns listade i Catalogue of Life.